# Spiesherten
Spiesherten (Mazama) zijn een geslacht van Amerikaanse hertensoorten die behoren tot de Capreolinae en de Odocoileini. Spiesherten wordt soms ook weleens aangeduid als dwergherten vanwege hun geringe formaat, maar ze dienen niet verward te worden met de echte dwergherten van de familie Tragulidae.

## Verspreiding en leefgebied
Alle soorten zijn te vinden in de bosgebieden van Latijns-Amerika. 

## Taxonomie
De taxonomische indeling van de spiesherten is complex, de soorten werden voorheen in 1 geslacht gerekend namelijk Mazama, maar deze groep bleek sterk parafyletisch. Sindsdien zijn van het geslacht Mazama daarom verschillende geslachten afgesplitst, zoals Bisbalus, Passalites en Subulo. Ook bleek het spieshert Mazama pandora, nauwer verwant aan het Witstaarthert (Odocoileus virginianus) dan aan de andere spiesherten. Hierom werd deze soort verplaatst naar het geslacht Odocoileus. Tegenwoordig omvat het geslacht Mazama daarom alleen nog de rode spiesherten.

### Soorten
Het geslacht omvat de volgende soorten:
- Mazama americana – Rood spieshert
- Mazama chunyi – Dwergspieshert
- Mazama jucunda
- Mazama nanus
- Mazama rufa
- Mazama rufina – Bruin spieshert
- Mazama temama

Een dwergvorm kwam voorheen voor op Isla Pedro González in de Panamese Parelarchipel.

## Evolutie en verwantschap
Recente studies wijzen er op dat de spiesherten geen monofyletische groep vormen, maar te verdelen zijn in een "rode" groep en een "grijze" groep. De "rode" groep omvat Mazama americana, M. bororo, M. nana, M. pandora, M. rufina en M. temama. Deze clade is nauw verwant aan het geslacht Odocoileus met het witstaart- en muildierhert. Ongeveer 2,3 miljoen jaar geleden splitsten de ontwikkelingslijnen van Mazama en Odocoileus zich. De "grijze groep" omvat Mazama gouazoubira en M. nemorivaga, die verwant zijn aan de overige Zuid-Amerikaanse herten (pampahert, moerashert, poedoes en huemuls). De laatste gemeenschappelijke voorouder van deze groep leefde tussen 3,5 en 4,9 miljoen jaar geleden. Ten minste vier ontwikkelingslijnen bereikten via de Panamese landbrug Zuid-Amerika: de stamvorm van de rode spiesherten, het witstaarthert en ten minste twee stamvormen van de "grijze" groep met een hoogland- en een laaglandvorm. De eerste herten uit de "grijze groep" bereikten het continent vermoedelijk in het Vroeg-Plioceen via savannecorridors. De hooglandvorm ontwikkelde zich rond 3,7 miljoen jaar geleden, vermoedelijk in de hooglanden van zuidelijk Midden-Amerika en tijdens het hoogtepunt van de ijstijden, toen de bergbossen zich uitbreidden richting de laaglanden, vond migratie zuidwaarts plaats. De rode stamvorm en het witstaarthert bereikten Zuid-Amerika tijdens de overgang van het Plioceen naar het Pleistoceen. Uit de rode stamvorm ontwikkelden zich in Zuid-Amerika meerdere soorten, waarna Mazama temama noordwaarts migreerde. 